# Ronde van Frankrijk 2010/Twintigste etappe
De twintigste etappe van de Ronde van Frankrijk 2010 was een vlakke etappe die werd verreden op zondag 25 juli 2010 over een afstand van 102,5 km van Longjumeau naar de Champs-Élysées in Parijs waar negen plaatselijke ronden werden verreden. Daar waren ook de twee tussensprints.

## Verloop
Cavendish kwam 100 meter voor het einde op kop en won de massasprint met een fietslengte voorsprong.

### Tussensprints
| Tussensprint Haut des Champs-Eysées na 58 km |                        |        |
| Plaats                                       | Naam                   | Punten |
| Winnaar                                      | Aljaksandr Koetsjynski | 6      |
| 2                                            | Marcus Burghardt       | 4      |
| 3                                            | Ruben Perez Moreno     | 2      |

| Tussensprint Haut des Champs-Eysées na 77,5 km |                 |        |
| Plaats                                         | Naam            | Punten |
| Winnaar                                        | Karsten Kroon   | 6      |
| 2                                              | Sandy Casar     | 4      |
| 3                                              | Christian Knees | 2      |

## Rituitslag
| Plaats  | Naam                | Ploeg                   | Tijd     |
| ------- | ------------------- | ----------------------- | -------- |
| Winnaar | Mark Cavendish      | Team HTC-Columbia       | 2u42'21" |
| 2       | Alessandro Petacchi | Team Lampre             | z.t.     |
| 3       | Julian Dean         | Team Garmin-Transitions | z.t.     |
| 4       | Jürgen Roelandts    | Omega Pharma-Lotto      | z.t.     |
| 5       | Óscar Freire        | Rabobank                | z.t.     |
| 6       | Gerald Ciolek       | Team Milram             | z.t.     |
| 7       | Thor Hushovd        | Cervélo TestTeam        | z.t.     |
| 8       | Matti Breschel      | Team Saxo Bank          | z.t.     |
| 9       | Robbie McEwen       | Team Katjoesja          | z.t.     |
| 10      | Daniel Oss          | Liquigas-Doimo          | z.t.     |
|         |                     |                         |          |
| 11      | Martijn Maaskant    | Team Garmin-Transitions | z.t.     |

## Eindstand
| Plaats    | Naam                  | Ploeg              | Tijd      |
| --------- | --------------------- | ------------------ | --------- |
| Gele trui | Alberto Contador      | Astana             | 91u58'48" |
| 2         | Andy Schleck          | Team Saxo Bank     | op 00'39" |
| 3         | Denis Menchov         | Rabobank           | op 02'01" |
| 4         | Samuel Sánchez        | Euskaltel-Euskadi  | op 03'40  |
| 5         | Jurgen Van den Broeck | Omega Pharma-Lotto | op 06'54" |
| 6         | Robert Gesink         | Rabobank           | op 09'31" |
| 7         | Ryder Hesjedal        | Team Garmin        | op 10'15" |
| 8         | Joaquím Rodríguez     | Katjoesja          | op 11'37" |
| 9         | Roman Kreuziger       | Liquigas-Doimo     | op 11'54" |
| 10        | Chris Horner          | Team RadioShack    | op 12'02" |

## Eindstanden nevenklassementen

### Puntenklassement
| Plaats      | Naam                | Ploeg               | Punten |
| ----------- | ------------------- | ------------------- | ------ |
| Groene trui | Alessandro Petacchi | Lampre-Farnese Vini | 243    |
| 2           | Mark Cavendish      | Team Columbia       | 232    |
| 3           | Thor Hushovd        | Cervélo             | 222    |
|             |                     |                     |        |
| 9           | Jürgen Roelandts    | Omega Pharma-Lotto  | 124    |
| 29          | Robert Gesink       | Rabobank            | 54     |

### Bergklassement
| Plaats        | Naam              | Ploeg                 | Punten |
| ------------- | ----------------- | --------------------- | ------ |
| Bolletjestrui | Anthony Charteau  | Bbox Bouygues Télécom | 143    |
| 2             | Christophe Moreau | Caisse d'Epargne      | 128    |
| 3             | Andy Schleck      | Team Saxo Bank        | 116    |
|               |                   |                       |        |
| 12            | Mario Aerts       | Omega Pharma-Lotto    | 65     |
| 13            | Robert Gesink     | Rabobank              | 62     |

### Jongerenklassement
| Plaats     | Naam             | Ploeg              | Tijd        |
| ---------- | ---------------- | ------------------ | ----------- |
| Witte trui | Andy Schleck     | Team Saxo Bank     | 91u59'27"   |
| 2          | Robert Gesink    | Rabobank           | op 08'52"   |
| 3          | Roman Kreuziger  | Liquigas-Doimo     | op 11'15"   |
|            |                  |                    |             |
| 11         | Francis De Greef | Omega Pharma-Lotto | op 2u11'43" |

### Ploegenklassement
| Plaats | Ploeg            | Tijd       |
| ------ | ---------------- | ---------- |
| 1      | Team RadioShack  | 276u02'03" |
| 2      | Caisse d'Epargne | op 09'15"  |
| 3      | Rabobank         | op 27'49"  |